# Jequitinhonha
Jequitinhonha, amtlich portugiesisch Município de Jequitinhonha, ist eine brasilianische Gemeinde im Bundesstaat Minas Gerais. Sie ist von dessen Landeshauptstadt Belo Horizonte rund 677 km entfernt. Die Bevölkerung wurde 2018 auf 25.305 Einwohner geschätzt, die Jequitinhonhenser (portugiesisch jequitinhonhenses) genannt werden. Die Bevölkerungsdichte liegt bei 6,9 Personen pro km², die Fläche beträgt 3514,2 km² (2017).

## Geographie
Jequitinhonha liegt in einer Höhe von 220 Metern im Vale do Jequitinhonha am gleichnamigen Fluss Rio Jequitinhonha im Nordosten des Bundesstaates. Höchster Punkt ist mit 1151 Metern der Pedra Aguda, tiefster Punkt mit 208 Metern ist der Foz Córrego São Simão.

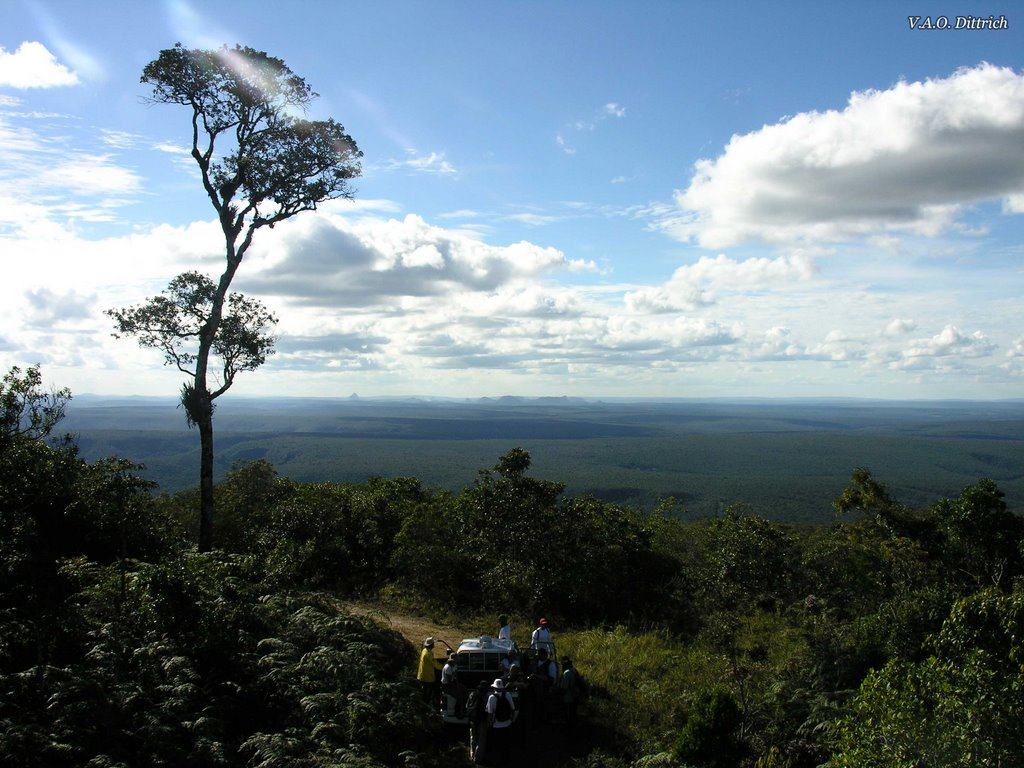
Naturreservat Mata Escura

Landschaftlich prägend ist das 50.900 Hektar große biologische Naturschutzreservat Reserva Biológica da Mata Escura, in dem das Biom der Mata Atlântica geschützt wird.
Es herrscht tropisches Savannenklima, nach der Klimaklassifikation nach Köppen und Geiger Aw. Die durchschnittliche Niederschlagsmenge beträgt 877 mm, die Durchschnittstemperatur ist im Mittel 22,1 °C.

## Geschichte
Jequitinhonha wurde 1811 gegründet und grenzt an die Gemeinden Joaíma, Felisburgo, Rubim, Almenara, Pedra Azul und Ponto dos Volantes.

### Maximilian zu Wied-Neuwied und Joachim Quäck
Von 1815 bis 1817 bereiste der deutsche Forschungsreisende Maximilian zu Wied-Neuwied die Gegend, er wurde von dem einheimischen Indianer Joachim Quäck (portugiesisch: Kuêk) begleitet. Die deutsche Stadt Neuwied und Jeguitinhonha haben durch Quäck eine gemeinsame Geschichte, die der Verein „Associação Amizade Neuwied-Jequitinhonha – ANEJE“ pflegen will.

## Stadtverwaltung
Die Gemeinde ist in drei Distrikte geteilt: Distrito da Sede, das ist der urbane Sitz, den Distrito de São Pedro do Jequitinhonha und den Distrito de Guaranilândia.
Für die Exekutive wurde bei der Kommunalwahl 2016 Roberto Botelhom, Mitglied des Partido da Social Democracia Brasileira (PSDB), zum Stadtpräfekten (Bürgermeister) für die Amtszeit von 2017 bis 2020 gewählt.

## Bevölkerungsentwicklung
Quelle: IBGE (Angaben für 2018 sind lediglich Schätzungen). 27,22 % der Bevölkerung waren laut Volkszählung 2010 Kinder und Jugendliche bis 15 Jahre. Seit den 1990er Jahren ist die Bevölkerung nur gering gewachsen.

## Wirtschaft
Die Wirtschaft wird geprägt von Viehzucht und dem Anbau von Kaffee, Zuckerrohr und Mais.